# Lilias Torrance Newton
Lilias Torrance Newton (3 novembre 1896 - 10 janvier 1980) est une peintre canadienne,,,, membre du groupe de Beaver Hall.

## Biographie
Lilias Torrance Newton est née à Lachine, au Québec, dans la banlieue de Montréal, en 1896,. Ses parents, Alice Mary Stewart et Forbes Torrance, étaient des personnalités de premier plan à Montréal. son père est membre du Pen and Pencil Club de Montréal. On estime qu'un vieux carnet de croquis de son père serait une inspiration artistique précoce,. Elle a quitté l'école à 16 ans pour assister aux cours donnés par William Brymner au Musée des beaux-arts de Montréal, où elle a remporté une bourse d'études. Elle a ensuite étudié avec Alfred Wolmark à Londres et Alexandre Iacovleff à Paris,.

## Carrière
Pendant la Première Guerre mondiale, elle a travaillé pour la Croix-Rouge en Angleterre. Au cours de l'année 1922, elle remporte la mention honorable au Salon de Paris pendant ses études avec Alfred Wolmark. L'année suivante, elle étudie avec Alexandre Iacovleff. Mariée en 1921 avec Frederick G. Newton  elle a eu un enfant et elle a divorcé en 1933,. Elle était le seul membre du groupe de Beaver Hall à se marier.
Newton fut élu membre associé de l'Académie royale des arts du Canada en 1923 et elle devint la troisième femme membre en 1937. Elle est devenue académicienne en 1939 et 1973,.
Elle a également été membre fondateur du groupe de Beaver Hall et du groupe canadien des peintres,. Elle a enseigné à son alma mater, l'Art Association of Montreal, et a reçu un LL honorifique D de l'Université de Toronto. Newton est plus connue pour ses portraits, plus de 300 au cours de sa carrière, y compris ses portraits de 1957 de la reine Élisabeth II et du prince Philip. Ses portraits sont connus pour leur nature psychologique. Son travail est représenté dans les collections de musées à travers le Canada. En 1921, la Galerie nationale du Canada acquiert une de ses œuvres. On retrouve ses œuvres à la galerie d'art de l'Alberta, au Musée Glenbow, au Musée des beaux-arts de l'Ontario, au Hart House de l'Université de Toronto, au Musée des beaux-arts de Montréal, au Musée national des beaux-arts du Québec, au Musée canadien de la guerre, au Musée d'art de Joliette et dans d’autres institutions publiques au Canada.
Elle fait l'objet de censure lors de la première exposition du Groupe des peintres canadiens en 1933 avec son Nu dans l'escalier, maintenant au Musée des beaux-arts de Montréal.

## Vie privée
Elle a cessé de peindre en 1975 lorsqu'elle est tombée et s'est cassée la clavicule. Lilias Torrance Newton est décédée à Cowansville en 1980, à l'âge de 83 ans.